# Миндагазиев, Иделгалей Тажмагамбетович
Иделгалей Тажмагамбетович Миндагазиев (6 марта 1937 год, посёлок Чемизла, Оренбургская область — 6 октября 1994 года) — чабан совхоза «Буртинский» Беляевского района Оренбургской области. Герой Социалистического Труда (1966).

## Биография
Родился в 1937 году в крестьянской семье в посёлке Чемизла Оренбургской области. Получил неполное среднее образование. Трудовую деятельность начал 13-летним подростком. Трудился помощником старшего гуртового, чабаном в колхозе «Заветы Ильича» Абдулинского района. В 1956—1959 годах проходил срочную воинскую службу в Советской Армии. После армии работал чабаном, старшим чабаном в совхозе «Буртинский» Беляевского района.
В 1965 году вырастил в среднем по 120 ягнят от каждой сотни овцематок и настриг в среднем с каждой овцы по 5 килограмм шерсти. Указом Президиума Верховного Совета СССР от 22 марта 1966 года «за достигнутые успехи в развитии животноводства, увеличении производства и заготовок мяса, молока, яиц, шерсти и другой продукции» удостоен звания Героя Социалистического Труда с вручением Ордена Ленина и золотой медали Серп и Молот.
В последующие пятилетки показывал высокие трудовые результаты в овцеводстве. По итогам Девятой пятилетки (1971—1975) вырастил в среднем по 108 ягнят от каждой сотни овцематок, настриг в среднем с каждой овцы по 4,6 килограмм шерсти. По итогам Десятой пятилетки (1976—1980) вырастил в среднем по 130 ягнят от каждой сотни овцематок и настриг в среднем по 4,5 килограмм шерсти с каждой овцы.
Скончался в октябре 1994 года.
Награды
- Герой Социалистического Труда
- Орден Ленина
- Орден Трудового Красного Знамени (13.03.1981)
- Орден Дружбы народов (05.12.1985)
- Медаль «В ознаменование 100-летия со дня рождения Владимира Ильича Ленина»
- Медали ВДНХ